# Man with a Camera
 (août 2017).
Si vous disposez d'ouvrages ou d'articles de référence ou si vous connaissez des sites web de qualité traitant du thème abordé ici, merci de compléter l'article en donnant les références utiles à sa vérifiabilité et en les liant à la section « Notes et références ».
Man with a Camera est une série télévisée policière américaine en 29 épisodes de 30 minutes en noir et blanc, créée par William Fay et diffusée entre le 10 octobre 1958 et le 8 février 1960 sur le réseau ABC. Il s'agit de l'unique série ayant pour vedette principale Charles Bronson.
Cette série est inédite dans tous les pays francophones.

## Synopsis
Fils d'émigrés, Mike Kovac est un reporter photographe qui n'hésite pas à parfois prendre des risques pour prendre des clichés. Il a des relations conflictuelles avec son père qui tient une boutique de photo à New York. A l'occasion, Kovac aide la police et particulièrement le lieutenant Donovan dans ses enquêtes.

## Fiche technique
- Titre original : Man with a Camera
- Créateur : William Fay
- Producteur : Buck Houghton
- Producteurs exécutifs : Don W. Sharpe et Warren Lewis
- Producteur associé : Jason H. Bernie
- Thème musical : Herbert Burke Gilbert
- Musique : Leon Klatzkin
- Photographie : Robert B. Hauser, Charles Burke, Paul Ivano, Joe Novak, Howard Schwartz et Charles Straumer
- Montage : Irving Berlin, J.R. Whittredge, Sherman A. Rose, Elmo Veron, Irving M. Schoenberg et Arthur H. Bell
- Distribution : Harvey Clermont et Marvin Schnall
- Création des décors : Ralph Berger, Duncan Cramer, Howard Hollander et Albert M. Pyke
- Maquillage : Mel Berns
- Compagnie de production : MWC Productions Inc.
- Compagnie de distribution : American Broadcasting Company
- Durée : 30 minutes
- Pays d'origine :  États-Unis
- Son : Anglais Mono
- Image : Noir et blanc
- Ratio : 1.33:1 plein écran
- Format : 35 mm
- Procédé cinématographique : Sphérique

## Distribution

### Acteurs principaux
- Charles Bronson : Mike Kovac
- James Flavin : Lieutenant Donovan
- Ludwig Stossel : Anton Kovac

## Épisodes

### Première saison (1958-1959)
1. Second Avenue Assassin (L'Assassin de la Seconde Avenue)
2. The Warning (L'alerte)
3. Profile of a Killer (Profil d'un tueur)
4. Turntable (Plaque tournante)
5. Closeup on Violence (Gros plan sur la violence)
6. Double Negative (Double négatif)
7. Another Barrier (Une autre barrière)
8. Blind Spot (Angle mort)
9. Two Strings of Pearls (Deux colliers de perles)
10. Six Faces of Satan (Les six visages de Satan)
11. Lady on the Loose (Une dame en cavale)
12. The Last Portrait (Le dernier portrait)
13. The Face of Murder (Le visage du meurtre)
14. Mute Evidence (La preuve muette)
15. The Big Squeeze (La grosse pression)

### Deuxième saison (1959-1960)
1. The Killer (Le tueur)
2. Eye Witness (Témoin oculaire)
3. The Man Below (L'homme caché)
4. Black Light (Lumière sombre)
5. The Positive Negative (Le négatif révélateur)
6. Missing (Perdu)
7. Live Target (Cible mouvante)
8. Girl on the Dark (La fille dans l'ombre)
9. The Bride (La mariée)
10. The Picture War (La photo de guerre)
11. Touch-Off (Provocation)
12. Hot Ice Cream (Une crème glacée chaude)
13. Fragment of a Murder (Fragment d'un meurtre)
14. Kangaroo Court (Tribunal bidon)

## Une série oubliée
Filmée principalement en extérieurs à New York et dans les studios Desilu de Hollywood, la série produite par Don W. Sharpe et Warren Lewis a connu une diffusion erratique durant deux saisons sur ABC. Après sa première diffusion sur la chaîne, elle a ensuite totalement disparu des petits écrans américains. Acquérant au fil des ans un statut culte auprès des fans de Charles Bronson (il n'a jamais joué en tant que vedette principale dans une autre série), elle n'a fait sa réapparition auprès du grand public qu'à l'occasion de sa sortie en DVD en 2007 à l'initiative de l'éditeur Infinity Entertainment Group avec l'appui des archives de l'UCLA Film & Television Archives pour une version entièrement restaurée.

## DVD
La série a fait l'objet de plusieurs éditions sur le support DVD.
- Man with a Camera: Complete Collection (Coffret 4 DVD) sorti le 20 novembre 2007 chez Infinity Entertainment Group. Le ratio écran est en 1.33:1 plein écran 4:3. L'audio est en Anglais Mono sans sous-titres et sans suppléments. L'intégralité des 29 épisodes est présente. Les copies ont été entièrement restaurées. Il s'agit d'une édition Zone 1 NTSC. (ASIN B000VNMMU2)
- Man with a Camera: Volume 1-5: The First 20 Episodes (Coffret 5 DVD) sorti le 6 octobre 2015 chez Alpha Video. Le ratio écran est en 1.33:1 plein écran 4:3. L'audio est en Anglais Mono sans sous-titres et sans suppléments. Les 20 premiers épisodes de la série sont présents. Il s'agit d'une édition Toutes Zones. (ASIN B016B6LX02)
- Man with a Camera, The Complete Series (Boitier 2 DVD) sorti le 17 octobre 2017 chez Mill Creek Entertainment. Le ratio écran est en 1.33:1 plein écran 4:3. L'audio est en Anglais Mono sans sous-titres et sans suppléments. Les 29 épisodes sont présents. Les copies ont été restaurées. Le boitier Inclut la Copie digitale. Il s'agit d'une édition Zone 1 NTSC. (ASIN B074JS9HRZ)